# FS E.428
Die Baureihe E.428 ist eine Elektrolokomotiven-Baureihe der italienischen Ferrovie dello Stato.

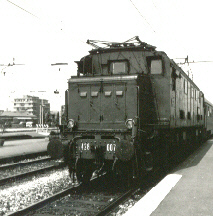
Die Lokomotive E.428.007 (1. Serie) im Juni 1973 in Rimini

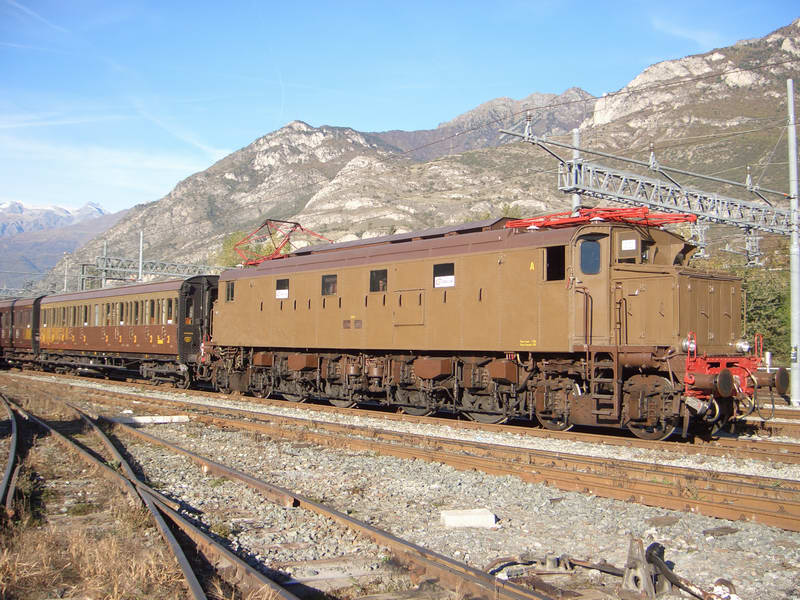
E.428.058 im November 2006

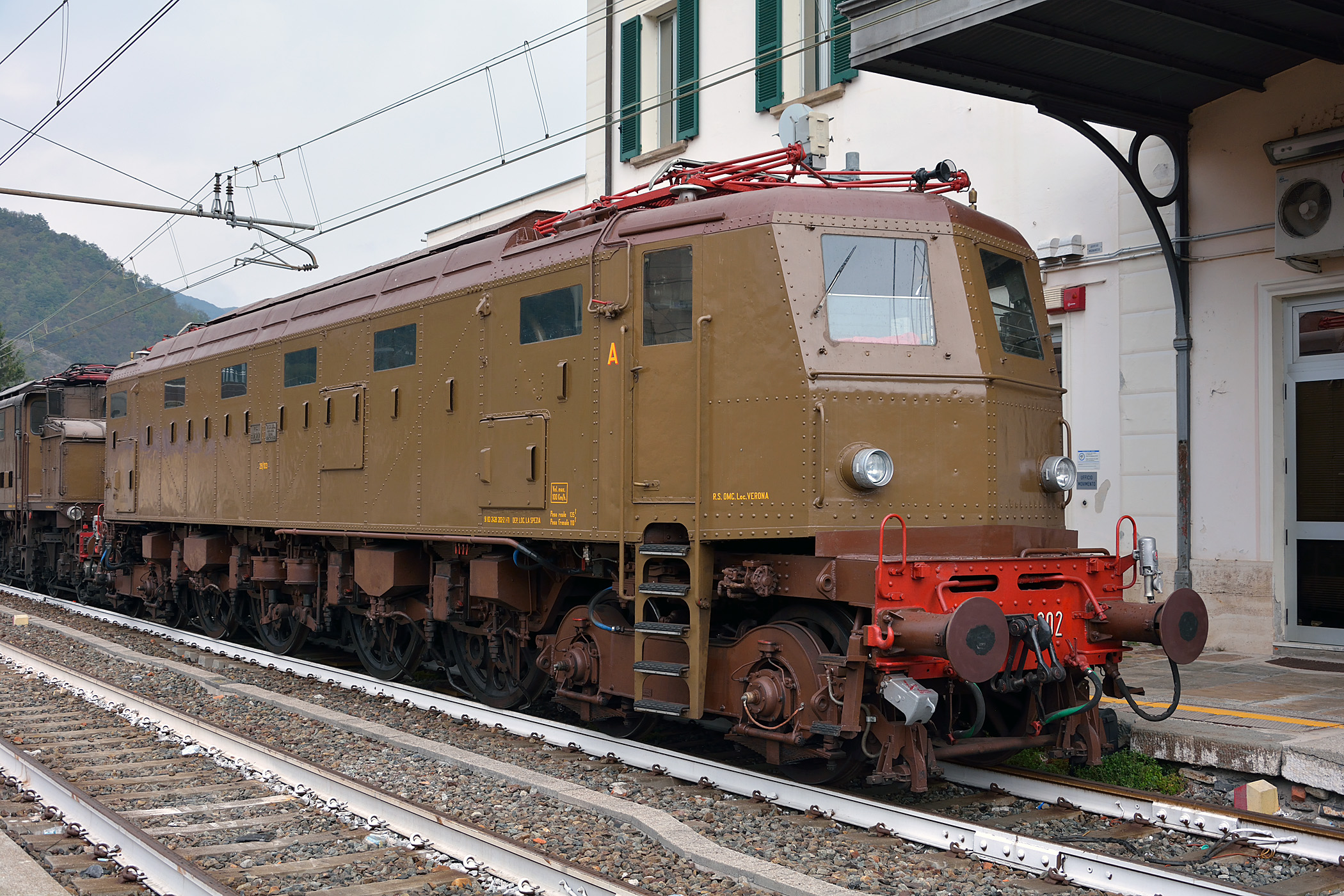
E.428 der 2. Serie

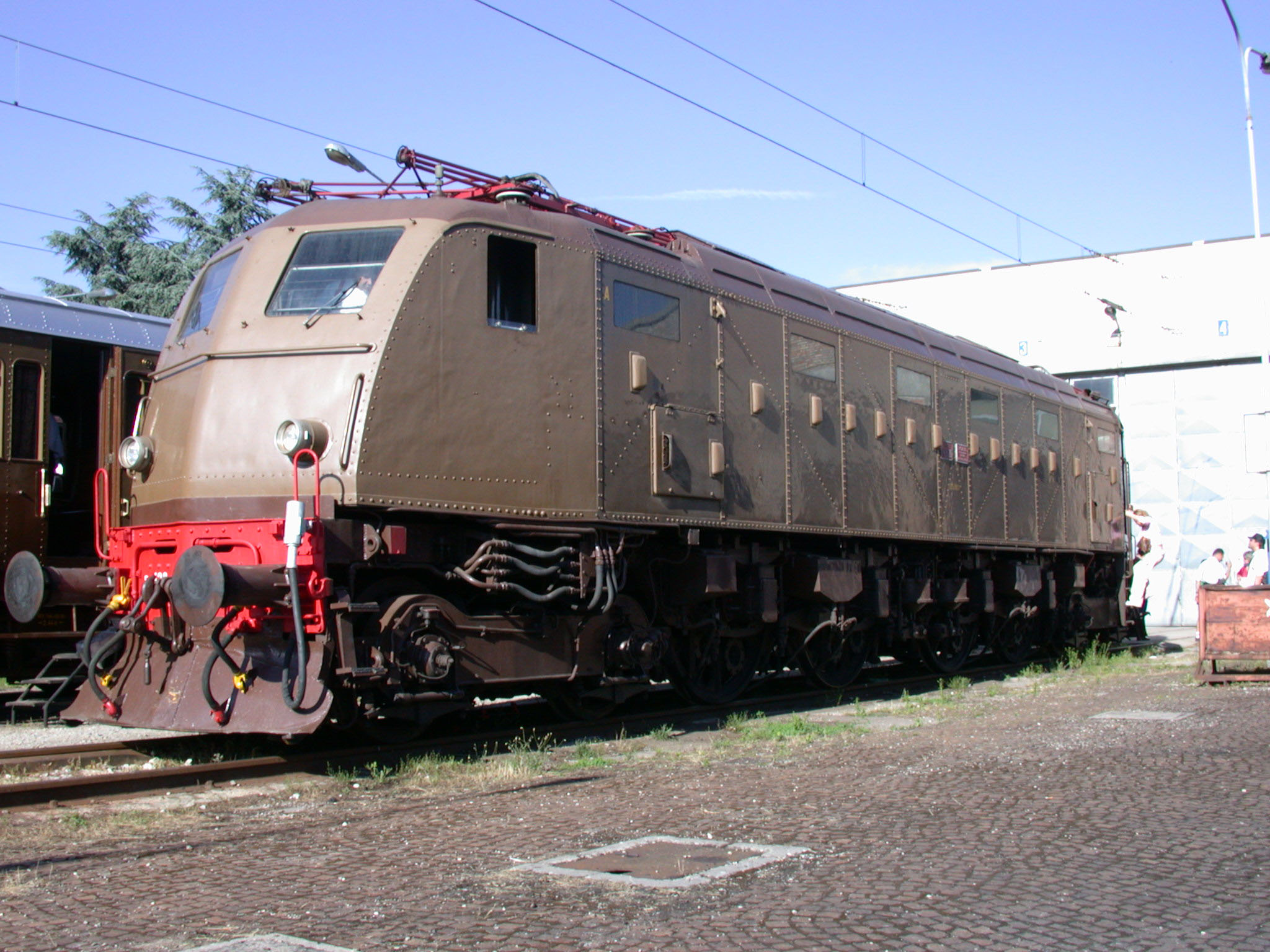
E.428 der 3. Serie

## Geschichte
Im Jahre 1938 wurde die Elektrifizierung der Strecke Rom–Mailand fertiggestellt. Es bestand Bedarf an neuen, leistungsfähigeren Elektrolokomotiven. Die Baureihe E.428 konnte diesen Anforderungen gerecht werden. Insgesamt wurden 242 Exemplare dieser Baureihe produziert. Die Baureihe E.428 war als Weiterentwicklung der E.326 gedacht und bewährte sich bestens.

## Technische Merkmale
Die Maschinen wiesen die Achsfolge (2'Bo)(Bo2') auf – nicht wie die bisher standardisierte Achsfolge 2D2. Dadurch wurde die Kurvenläufigkeit der Lokomotiven verbessert. Die Baureihe E 428 verfügt über acht Motoren, die zu Einheiten von je zwei Motoren gekuppelt sind. Es gab drei verschiedene Versionen, die sich lediglich äußerlich unterschieden:
- 001–122: zentraler Aufbau mit zwei Vorbauten „Avancorpi“
- 123–203: geschlossener Aufbau und nach vorne versetztes Führerhaus „Semi-Aerodinamica“
- 204–242: Frontplatte und Karosserie in aerodynamischer Form verbunden „Aerodinamica“